# Tveta och Mo häraders domsaga
Tveta och Mo häraders domsaga var en domsaga i Jönköpings län. Den bildades 1780 av huvuddelen av  Tveta, Mo och Västra häraders domsaga. Domsagan uppgick 1799 i Tveta, Vista och Mo domsaga.
Domsagan låg i domkretsen för Göta hovrätt.

## Tingslag
- Mo tingslag
- Tveta tingslag

## Häradshövdingar
- 1780-1786 Gabriel Adlerbrant
- 1787-1791 Gustaf Gabriel Silfverhielm
- 1791-1799 Fredrik Schlyter